# Cortinarius subg. Cortinarius
Cortinarius ist die gleichnamige (autonyme) Untergattung der Gattung Cortinarius. Die Schleierlinge im engeren Sinn (Cortinarius subgen. Cortinarius) umfassen Pilze mit relativ großen, dickfleischigen und dunkelviolett gefärbten Fruchtkörpern.

## Merkmale

### Makroskopische Merkmale
- Der ganze Fruchtkörper und somit auch der Hut ist dunkelblau bis dunkelviolett gefärbt. Die Oberfläche ist filzig bis schuppig.
- Der Stiel ist dunkelblau bis dunkelviolett.
- Die Lamellen junger Pilze sind blauviolett getönt, später verfärben sie sich durch das reifende Sporenpulver in ein dunkles Rostbraun.
- Das Sporenpulver ist Rostbraun.

### Mikroskopische Merkmale
- Sporen teilweise mit Plage (= klar umgrenzte Fläche an der Haftzone).
- Große, nahezu flaschenförmige Cheilo- und Pleurozystiden, 10–110 μm lang.
- Vakuolen mit violettem Pigment.

## Ökologie und Phänologie
Die Schleierlinge im engeren Sinn wachsen auf der Erde im Laub- oder Nadelwald. Erscheinungszeit ist vor allem der Herbst bis Spätherbst.

## Bedeutung
Der Dunkelviolette Schleierling und auch der Harzschleierling gelten als essbar, zumindest als nicht giftig. Sie werden aber meist als nicht schmackhaft bewertet.

## Systematik
- Dunkelvioletter Schleierling (Cortinarius violaceus), unter Laubbäumen. Der weltweit vorkommende Pilz ist ein „isolierter“ Außenseiter, dessen Merkmale wenig mit anderen Arten der größten Blätterpilzgattung Cortinarius korrelieren. Beschrieben sind Funde von Cortinarius violaceus in Japan, Mitteleuropa, Australien (auch Neuguinea und Neuseeland) sowie in Nordamerika.
- Harzschleierling, Nadelwalddickfuß (Cortinarius hercynicus), schmächtiger als der Dunkelviolette Schleierling, vor allem im Nadelwald zu finden.

Die Differenzierung zwischen einer Laubwaldsippe Cortinarius violaceus und einer Nadelwaldsippe Cortinarius hercynicus (Pers.) Mos. ist nach wie vor Gegenstand der Diskussion. Bei phylogenetischen Untersuchungen stellte sich Cortinarius hercynicus als nicht eigenständig heraus. Es wurde keine ökologische oder genetische Grundlage zur Unterscheidung der beiden Taxa gefunden. Die Untergattung Cortinarius würde demnach nur eine Art umfassen.